# Ustad Isa

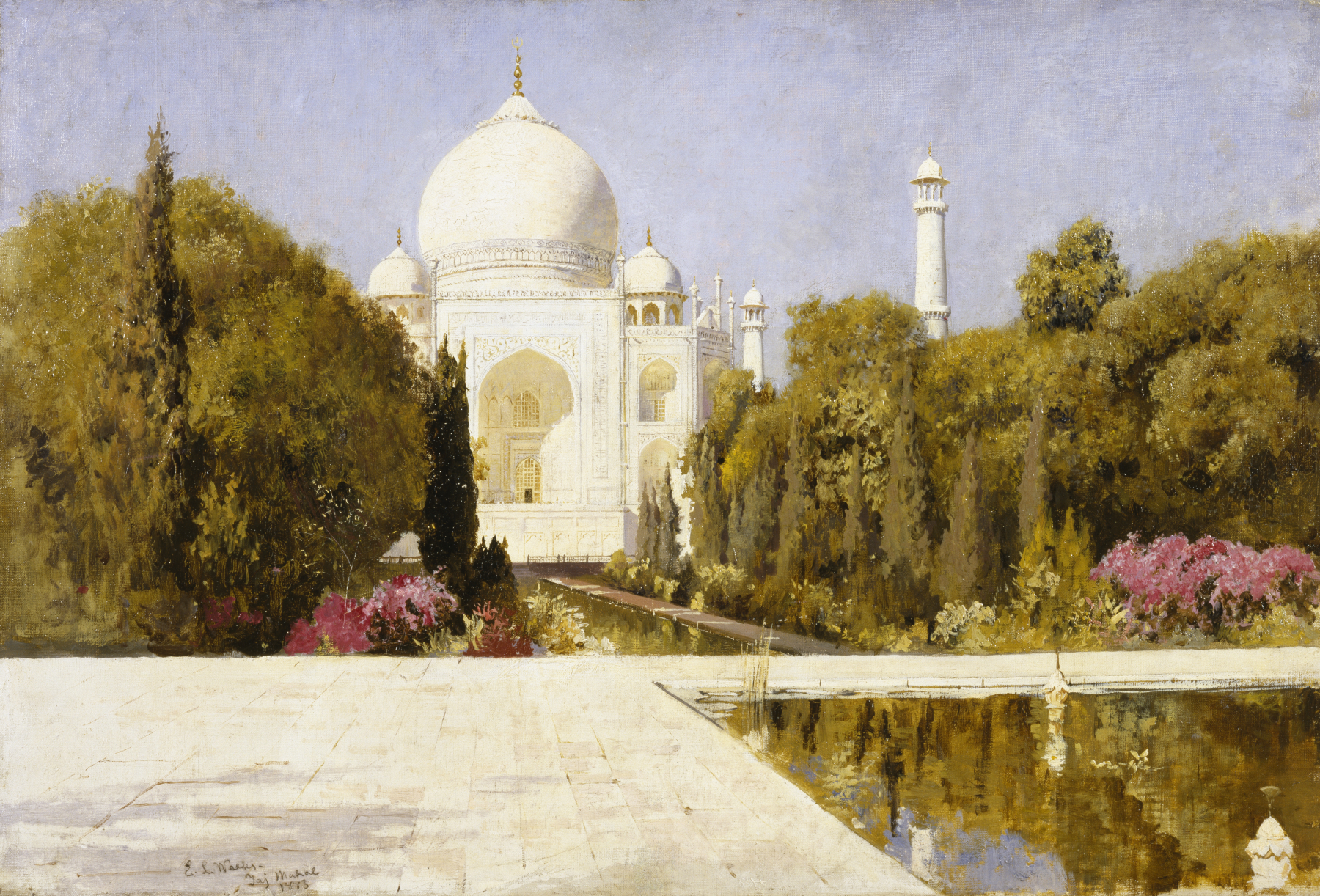
Il Taj Mahal.

Ustad Isa Shirazi (in persiano استاد عيسى شیرازی‎ traduzione Maestro Isa) (fl. XVII secolo) è stato un architetto persiano, attivo ad Agra in India nella prima metà del XVII secolo e i cui antenati si erano stabiliti nel subcontinente indiano molto tempo prima, spesso descritto come assistente architetto del Taj Mahal.

## Biografia
La mancanza di informazioni complete e affidabili su a chi si debba attribuire il merito del progetto del Taj Mahal, ha portato a innumerevoli speculazioni. Gli studiosi suggeriscono che la storia di Ustad Isa sia nata dall'entusiasmo degli inglesi nel XIX secolo di credere che un edificio così bello dovesse essere attribuito a un architetto europeo. Si dice che informatori locali abbiano suscitato la curiosità britannica riguardo alle origini del Taj fornendo loro anche elenchi fittizi di operai e materiali provenienti da tutta l'Asia. Non si sa molto sul suo passato, ma il suo cognome Shirazi suggerisce un'origine paterna persiana e una possibile origine mista indo-iranica.
Ricerche recenti suggeriscono che l'architetto Ustad Ahmad Lahauri sia il candidato più probabile come architetto capo del Taj Mahal, un'affermazione basata su un'affermazione fatta negli scritti dal figlio di Lahauri, Lutfullah Muhandis.